# Microtityus paucidentatus
Espèce
Microtityus paucidentatus est une espèce de scorpions de la famille des Buthidae.

## Distribution
Cette espèce est endémique de la province de Baoruco en République dominicaine,. Elle se rencontre vers Neiba.

## Description
La femelle holotype mesure 16,0 mm et le mâle paratype 12,5 mm.

## Publication originale
- Armas & Marcano Fondeur, 1992 : « Nuevos alacranes de Republica Dominicana (Arachnida: Scorpiones). » Poeyana, no 420, p. 1-36.